# Bibliothèque nationale d'Irlande
La Bibliothèque nationale d'Irlande, en anglais National Library of Ireland, et en irlandais Leabharlann Náisiúnta na hÉireann, se trouve à Dublin, Irlande, dans un bâtiment conçu par Thomas Newenham Deane. Le ministre irlandais des Arts, du Sport et du Tourisme en est le membre du gouvernement responsable.
Cette bibliothèque est une bibliothèque d'ouvrages de référence, et, en tant que telle, elle n'a pas de service de prêt. Elle possède une grande quantité d'écrits irlandais, ou concernant l'Irlande, qui peut être consultée gratuitement. Ceci inclut des livres, des cartes, des manuscrits, de la musique, des journaux, des périodiques et des photographies. Les matériaux de ses collections lui viennent d'éditeurs privés, gouvernementaux et du Musée national d'Irlande.
L'office du « Chief Herald of Ireland », qui détient l'autorité en héraldique irlandaise, et les Archives photographiques nationales (National Photographic Archive) sont rattachés à la bibliothèque, qui s'occupe aussi d'expositions artistiques et archive les journaux irlandais.  Elle est aussi le centre national pour l'Irlande de l'ISSN. Enfin elle fournit un certain nombre d'autres services, comme celui de généalogie.

## Histoire
La bibliothèque nationale d'Irlande est fondée par le « Dublin Science and Art Museum Act » de 1877, qui stipulait que la majeure partie des collections en possession de la Royal Dublin Society (RDS), devait être versée dans ce qui s'appelait alors le « Department of Science and Art » dans l'intérêt du public et de la RDS.
Un accord de 1881 ajoute que la bibliothèque devait fonctionner sous la direction d'un conseil de douze administrateurs, huit étant nommés par la RDS et quatre par le gouvernement. Cet accord conférait aussi aux administrateurs la charge de nommer les fonctionnaires de la bibliothèque.
Cet accord historique prit fin le 3 mai 2005, avec l'établissement de la Bibliothèque nationale d'Irlande comme une institution culturelle autonome, selon le « National Cultural Institutions Act » de 1997.